# Andrej Kavun
Andrej Kavun (født 9. december 1969 i Lviv i Sovjetunionen) er en russisk og ukrainskfilminstruktør og manuskriptforfatter.

## Filmografi
- Okhota na piranju (Охота на пиранью, 2006)[1][2]
- Kandagar (Кандагар, 2010)
- Detjam do 16... (Детям до 16…, 2010)